# Michael Whitaker

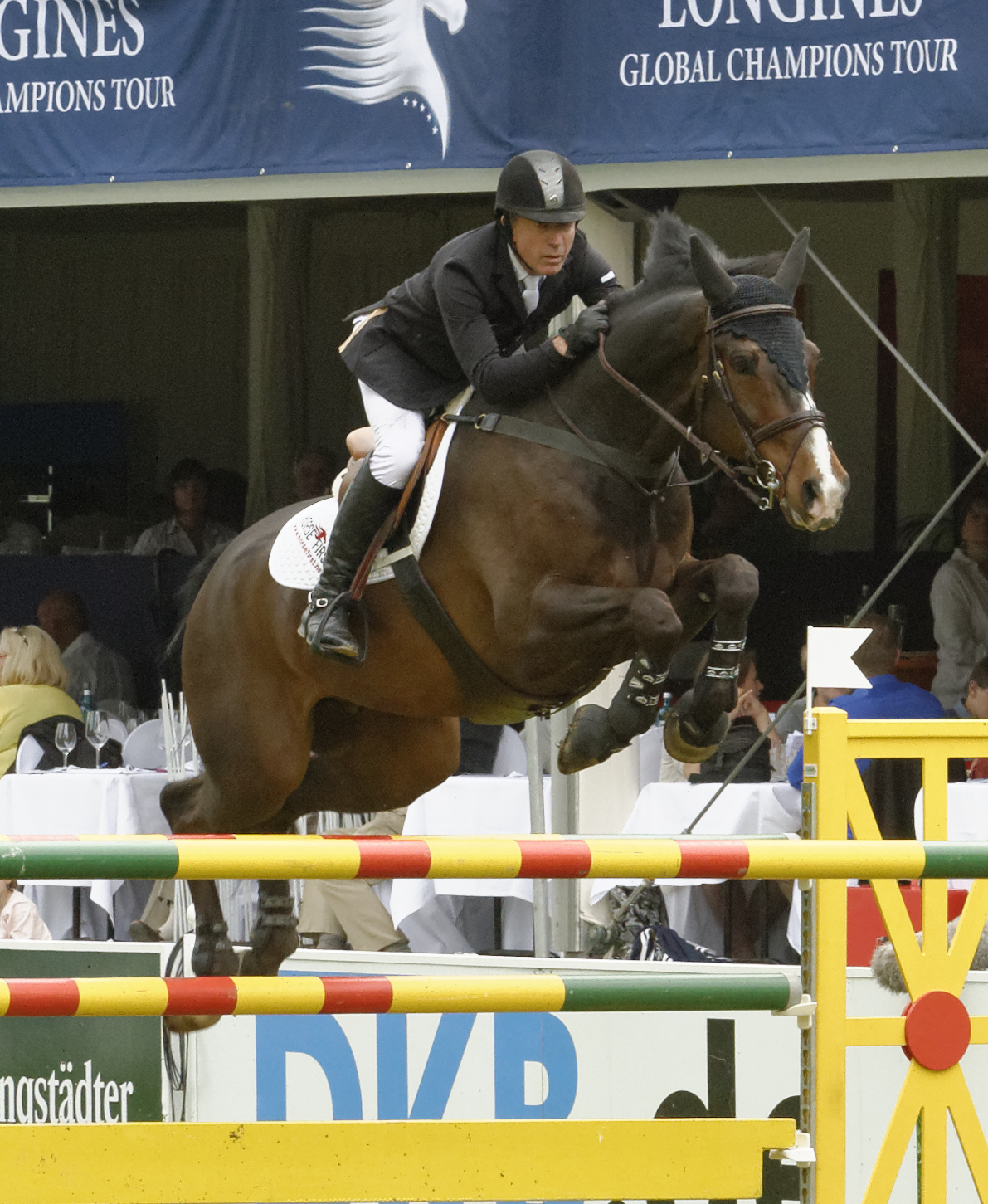
Michael Whitaker with Amai op het Internationalen Pfingstturnier Wiesbaden 2013

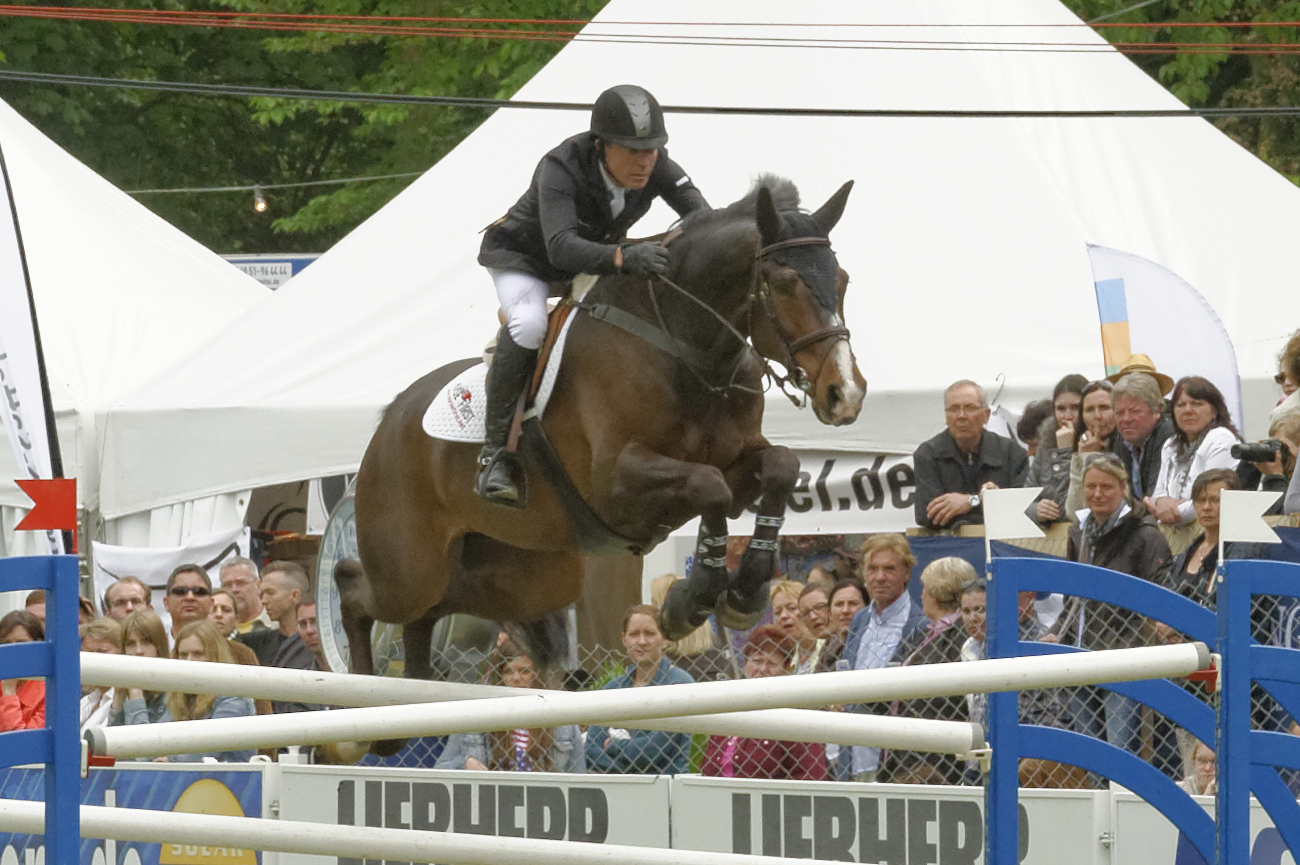
Michael Whitaker with Amai op het Internationalen Pfingstturnier Wiesbaden 2013

Michael Whitaker (17 maart 1960) is een Brits springruiter. Hij werd samen met zijn broer John Whitaker opgevoed op de boerderij van zijn ouders in Yorkshire. Beiden leerden rijden door hun moeder. Al snel nam hij deel aan wedstrijden met pony's. Deze waren van hemzelf of van anderen. Hij werd beschouwd als een zeer vlotte en sterke ruiter. In 1980 werd hij de jongste winnaar van de Derby van Hickstead. Hij ontwikkelde zich tot een leidende springruiter met een natuurlijk talent.
In 1984 won hij zilver voor Groot-Brittannië op de Olympische Spelen van Los Angeles. In 1993 nam hij de plaats in van zijn broer John Whitaker. Michael werd toen nummer 1 van de wereld. 
Hij was en is nog steeds actief op internationaal niveau. Hij won op 16 december 2006 nog een proef van 1m50. Hij heeft drie kinderen, Jack, Molly en Katie Jane.

## Enkele overwinningen
- 1984: Olympische Spelen : zilveren team medaille.
- 1985: Europees kampioenschap : gouden team medaille
- 1986: Wereldspelen: zilveren team medaille
- 1987: Europees kampioenschap : gouden team medaille
- 1989: Europees kampioenschap : gouden team medaille + silver individual medaille
- 1990: Wereldruiterspelen : bronzen team medaille
- 1991: Europees kampioenschap: zilveren team medaille
- 1993: Europees kampioenschap: zilveren team medaille + bronze individual medaille
- 1995: Europees kampioenschap: zilveren team medaille + silver individueel medaille
- 1997: Europees kampioenschap: bronzen team medaille
- 2006: Overwinning CSIO Barcelona
- 2006: Grote Prijs van Jumping Amsterdam (springen)

De wedstrijden in Groot-Brittannië:
Van 1982 tot 2006 heeft hij aan 143 wedstrijden deelgenomen in GB waarvan hij er 30 won. Deze waren allemaal op grand-prix level.